# Lijst van nummer 1-hits in Finland in 2012
Deze hits stonden in 2012 op nummer 1 in  de Suomen virallinen lista, de bekendste hitlijst in Finland.
| Week | Artiest                       | Titel                          |
| ---- | ----------------------------- | ------------------------------ |
| 1    | Lord Est & Mikael Gabriel     | Vuosi vaihtuu                  |
| 2    | Adele                         | Someone like you               |
| 3    | Adele                         | Rolling in the deep            |
| 4    | Robin                         | Frontside ollie                |
| 5    | Robin                         | Frontside ollie                |
| 6    | Madonna, Nicki Minaj & M.I.A. | Give me all your luvin'        |
| 7    | Laura Närhi                   | Hetken tie on kevyt            |
| 8    | Robin                         | Frontside ollie                |
| 9    | Robin                         | Frontside ollie                |
| 10   | Nightwish                     | The crow, the owl and the dove |
| 11   | Loreen                        | Euphoria                       |
| 12   | Jukka Poika                   | Älä tyri nyt                   |
| 13   | Jukka Poika                   | Älä tyri nyt                   |
| 14   | Jukka Poika                   | Älä tyri nyt                   |
| 15   | Jukka Poika                   | Älä tyri nyt                   |
| 16   | Gotye & Kimbra                | Somebody that I used to know   |
| 17   | Gotye & Kimbra                | Somebody that I used to know   |
| 18   | Gotye & Kimbra                | Somebody that I used to know   |
| 19   | Carly Rae Jepsen              | Call me maybe                  |
| 20   | Carly Rae Jepsen              | Call me maybe                  |
| 21   | Carly Rae Jepsen              | Call me maybe                  |
| 22   | Loreen                        | Euphoria                       |
| 23   | JVG & Raappana                | Kran turismo                   |
| 24   | JVG & Raappana                | Kran turismo                   |
| 25   | JVG & Raappana                | Kran turismo                   |
| 26   | JVG & Raappana                | Kran turismo                   |
| 27   | JVG & Raappana                | Kran turismo                   |
| 28   | JVG & Raappana                | Kran turismo                   |
| 29   | JVG & Raappana                | Kran turismo                   |
| 30   | JVG & Raappana                | Kran turismo                   |
| 31   | JVG & Raappana                | Kran turismo                   |
| 32   | JVG & Raappana                | Kran turismo                   |
| 33   | JVG & Raappana                | Kran turismo                   |
| 34   | JVG & Raappana                | Kran turismo                   |
| 35   | Brädi & Redrama               | Lämpöö                         |
| 36   | will.i.am & Eva Simons        | This is love                   |
| 37   | will.i.am & Eva Simons        | This is love                   |
| 38   | PSY                           | Gangnam style                  |
| 39   | PSY                           | Gangnam style                  |
| 40   | PSY                           | Gangnam style                  |
| 41   | PSY                           | Gangnam style                  |
| 42   | Flo Rida                      | I cry                          |
| 43   | Flo Rida                      | I cry                          |
| 44   | Flo Rida                      | I cry                          |
| 45   | Rihanna                       | Diamonds                       |
| 46   | Rihanna                       | Diamonds                       |
| 47   | Rihanna                       | Diamonds                       |
| 48   | Cheek                         | Puhelinlangat laulaa           |
| 49   | Koti-Viikate-Teollisuus       | Adventti                       |
| 50   | Cheek & Jonne Aaron           | Anna mä meen                   |
| 51   | Cheek & Jonne Aaron           | Anna mä meen                   |
| 52   | Erin                          | Mitä tänne jää                 |